# Artyom Bykov
Artyom Gennadyevich Bykov (en bielorruso: Арцём Генадзьевіч Быкаў; Minsk, 19 de octubre de 1992) es un futbolista bielorruso. Juega de centrocampista y su equipo es el FC Dinamo Brest de la Liga Premier de Bielorrusia. Es internacional absoluto por la selección de Bielorrusia desde 2014.

## Trayectoria
Comenzó su carrera en el Zvezda-BGU Minsk de su país, y ha pasado gran parte de su trayectoria en el FK Dinamo Minsk, club donde llegó en 2011.

## Selección nacional
Debutó con la selección de Bielorrusia el 18 de mayo de 2014 ante Irán en un amistoso.

## Clubes
| Club                     | País        | Año           |
| ------------------------ | ----------- | ------------- |
| Zvezda-BGU Minsk         | Bielorrusia | 2009-2010     |
| FK Dinamo Minsk (cedido) | Bielorrusia | 2011-2018     |
| FC Bereza-2010 (cedido)  | Bielorrusia | 2012          |
| FC Minsk                 | Bielorrusia | 2015          |
| FC Dinamo Brest          | Bielorrusia | 2018-2020     |
| FK Dinamo Minsk          | Bielorrusia | 2021-2024     |
| Lamia F. C.              | Grecia      | 2024-2025     |
| FC Dinamo Brest          | Bielorrusia | 2025-presente |

## Palmarés

### Títulos nacionales
| Título                      | Club            | País        | Año  |
| --------------------------- | --------------- | ----------- | ---- |
| Supercopa de Bielorrusia    | FC Dinamo Brest | Bielorrusia | 2019 |
| Liga Premier de Bielorrusia | FC Dinamo Brest | Bielorrusia | 2019 |
| Supercopa de Bielorrusia    | FC Dinamo Brest | Bielorrusia | 2020 |
| Liga Premier de Bielorrusia | FK Dinamo Minsk | Bielorrusia | 2023 |